# Relleu del Rapte de Sant Ignasi a la Santa Cova de Manresa
El retaule del rapte de Sant Ignasi de la Santa Cova de Manresa és una obra escultòrica de Joan Grau, encarregada l'any 1666 pels jesuïtes de Manresa en el marc d'un programa constructiu més ampli, iniciat el 1661, que pretenia convertir la cova en un lloc apte per a celebrar l'eucaristia. Es tracta d'un retaule escultòric d'alabastre fet per ornar l'interior de la cova on segons la llegenda el sant escrigué part dels seus Exercicis espirituals sota inspiració de la verge, durant una experiència mística anomenada rapte; essent justament aquest el tema de l'obra.

## Context Històric
Tant el retaule, en concret, com el conjunt arquitectònic al qual pertany, en general, estan indissolublement lligats a certs fets històrics ocorreguts entorn de la ciutat de Manresa. La petjada que Sant Ignasi deixà a la ciutat s'havia notat des de sempre per l'especial sensibilitat que hi tenien els manresans i pels visitants atrets per aquest a la ciutat. La popularitat del sant, què havia experimentat un creixement continu des de quan el sant encara hi vivia, arribà al seu apogeu al moment de la seva canonització i quan el papa Gregori XV l'any 1623 concedeix jubileu perpetu amb indulgència plenària als penitents que es confessin i combreguin a la cova el darrer diumenge de setembre. L'any 1627 en ple ofici diversos testimonis declararen veure sagnar la figura del Crist de la Creu del Tort, la relíquia a la qual Sant Ignasi havia dedicat llurs pregàries durant la seva penitència a la cova. Culminant l'entusiasme popular entorn de la figura del sant, el bisbe de Vic l'any 1629 declara dia de festa de precepte de la ciutat el mateix dia de la festa del sant. Tots aquests fets en conjunt i en el rerefons cultural i religiós de l'època constituïren l'incentiu per a la monumentalització del conjunt de la cova, que probablement hauria tingut lloc abans en absència dels desordres polítics que afectaren Catalunya a la meitat de la centúria.
Un altre fet històric que pot ser força rellevant és un litigi dels jesuïtes amb els frares caputxins, què no volent quedar al marge de la popularitat i l'èxit que la figura del recent sant portava a l'hospital de Santa Llúcia i la Cova, feren un gran quadre amb els típics episodis biogràfics del sant, emperò amb certes discordances respecte de la història oficial dels llocs relacionats amb el sant. Els jesuïtes presentaren una queixa i presumiblement acceleraren les obres als seus llocs de culte per consolidar el seu estatut i credibilitat.

## Iconografia - El rapte de Sant Ignasi
El retaule narra el transcendental episodi de la vida del sant en què, al març de l'any 1522, havent deixat tot el que li quedava de l'anterior vida de cavaller al monestir de Montserrat i decidit emprendre un viatge a Jerusalem s'atura a Manresa, probablement obligat per dues circumstàncies: la pesta que estava assolant Barcelona i el poc temps que li quedava fins a la Pasqua (20 d'abril) únic dia en què es pot demanar permís per realitzar la peregrinació a Jerusalem. Allí vivint en una cova vora el riu Cardener, és corprès per una profunda experiència mística, el rapte, durant vuit dies en què redactarà, sota guiatge diví, els fonaments dels seus famosos Exercicis espirituals.
La popularitat d'aquest personatge que renunciant a llurs armes i riqueses mundanes després d'haver-se vist davant la mort, per dur una vida ascètica i difondre la paraula de Déu, va créixer ràpidament. Ajudat per la circumstància d'ésser de bressol noble, fet que li conferia més mèrit, de seguida es va envoltar d'una aureòla llegendària, de manera que es va gestar un cert culte i veneració als objectes i llocs relacionats amb la vida del sant.

## Obra

### Encàrrec
El relleu i altres parts escultòriques foren encarregades a Joan Grau juntament amb la part arquitectònica i el muntatge in situ de l'obra dels quals se n'encarregà el mestre de cases Miquel Massalva. L'encàrrec es feu el 3 de maig de 1661 i l'artista començà a laborar l'any 1666. Sabem que el contracte estipulava un preu d'unes 500 lliures que el comissionat, Raimon Brocà, rector del col·legi jesuïta de Manresa; liquidà el 10 de febrer del 1672.

### Descripció
L'obra com ja hem dit s'emmarca en una bella estructura arquitectònica de marbre, coronada amb un cupulí el·líptic “que suggereix una articulació espacial i dona major dimensió al conjunt” (Bassegoda) al centre del qual actualment s'exhibeix la làpida amb la inscripció AD MAIOREM DEI GLORIAM, però on originàriament s'exhibia el relleu gòtic de la creu del Tort, relíquia a la qual Sant Ignasi resà durant la seva penitència a la cova.
El retaule sembla que segueix, a exigència del client, l'esquema compositiu d'un quadre que aquest rebé del general de l'ordre, d'aleshores, Muzio Vitelleschi, l'any 1623. Es mostra al sant en estat extàtic, en el moment en què té la visió de la Verge, envoltada d'una dinàmica i nebulosa massa d'inquietants figures d'àngels que s'entreveuen amb més o menys perfil en el terbolí que arrosseguen. La imponent verge amb el seu nen, ambdós en una actitud solemne i majestàtica, dicta al sant, que agenollat i corprès per la força de la vivència redacta, flexionat cap a darrere, el llibre dels Exercicis espirituals.
En els fons es veuen les marques característiques de l'episodi: les muntanyes de Montserrat, el monestir, el riu Cardener i el pont, etc. Mentre que damunt la cova, es pot intuir el perfil de l'església de la Seu. Juntament amb una sèrie de figures anecdòtiques ajustades al gust popular que omplen l'espai restant amb animalets, caçadors, pagesos, arbres i altres formes vegetals.
L'obra presenta un envejable estat de conservació amb relació a obres semblants del barroc català, què sigui s'han deteriorat amb el pas del temps o destruït en cert moment determinat com la Guerra Civil, avui ja no en podem gaudir. L'únic element del retaule que malauradament s'ha perdut és la ploma que el sant sosté a la mà i que ha estat reemplaçada per una d'argent.